# Zu & Co.
Zu & Co. – kompilacyjny album Zucchero, wydany 14 maja 2004 nakładem wytwórni muzycznych Polydor Records oraz Universal Music.
Z wyjątkiem utworów „Indaco dagli occhi del cielo” (będącego coverem piosenki „Everybody’s Got to Learn Sometime” zespołu The Korgis) oraz „Il grande baboomba”, wszystkie pozostałe kompozycje zostały już wcześniej nagrane i wydane przez wokalistę, a na potrzeby albumu Zu & Co. nagrano ich nowe wersje z udziałem artystów, z którymi Zucchero współpracował podczas swojej kariery muzycznej. Album został wydany w kilku wydaniach: włoskim, hiszpańskim, francuskim (zawierającym duet z Johnnym Hallydayem), australijskim, latynoamerykańskim oraz międzynarodowym.
Album sprzedał się w nakładzie ponad miliona egzemplarzy na całym świecie i był jednym z nielicznych włoskich wydawnictw, któremu udało się pojawić w amerykańskim zestawieniu Billboard 200 (na 84. miejscu), tuż po wydaniu płyty na rynku muzycznym w Stanach Zjednoczonych latem 2005, dzięki wytwórniom płytowym Hear Music oraz Concord Records. W zestawieniu World Albums Billboardu album utrzymywał się 27 tygodni.
Wydawnictwo promowane było między innymi przez specjalny koncert wokalisty z zaproszonymi gośćmi, który odbył się w Royal Albert Hall w Londynie. Koncert został nagrany i był emitowany przez stacje telewizyjne, po czym wydano go na albumie DVD Zu & Co. Live at the Royal Albert Hall. Album doczekał się także licznych singli, w tym wydanego na terenie Francji oraz Włoszech singla „Pure Love”, wykonywanego w duecie z Dolores O’Riordan. We Włoszech albumowi przyznano certyfikat diamentowej płyty.
W grudniu 2005 ukazał się limitowany box set Zu & Co. – The Ultimate Duets Collection, zawierający płytę CD, DVD oraz ekskluzywne wydawnictwo z dwunastoma nowymi duetami, zawierające między innymi utwory „Mama” (z udziałem Steviego Raya Vaughana), „Io vivo (in te)” (duet z Bryanem Adamsem), „Diamante” (duet z Randy Crawford), „Before You Accuse Me” (z udziałem Buddy Guya) oraz „Va, pensiero” (duet z Sinéad O’Connor).

## Lista utworów
Opracowano na podstawie materiału źródłowego – włoskiej edycji albumu.
1. „Dune mosse” (oraz Miles Davis) – 5:44
2. „Muoio per te” (oraz Sting) – 3:23
3. „Indaco dagli occhi del cielo” (oraz Vanessa Carlton, feat. Haylie Ecker) – 4:03
4. „Il grande baboomba” (oraz Mousse T) – 3:20
5. „Like the Sun (From Out of Nowhere)” (oraz Macy Gray, feat. Jeff Beck) – 3:56
6. „Baila morena” (oraz Maná) – 4:06
7. „Ali d’oro” (oraz John Lee Hooker) – 4:57
8. „Blue” (oraz Sheryl Crow) – 4:48
9. „Pure Love” (oraz Dolores O’Riordan) – 3:28
10. „A Wonderful World” (oraz Eric Clapton) – 4:35
11. „Pippo (Nasty Guy)” (oraz Tom Jones) – 3:16
12. „Hey Man (Sing a Song)” (oraz B.B. King) – 4:37
13. „Il volo (The Flight)” (oraz Ronan Keating) – 4:48
14. „Così celeste” (oraz Cheb Mami) – 4:42
15. „Diavolo in me (A Devil In Me)” (oraz Solomon Burke) – 4:00
16. „Senza una donna (Without a Woman)” (oraz Paul Young) – 4:30
17. „Il mare impetuoso al tramonto salì sulla luna e dietro ana tendina di stelle...” (oraz Brian May) – 4:05
18. „Miserere” (oraz Luciano Pavarotti i Andrea Bocelli) – 4:14